# Backbencher
Em Westminster no Reino Unido e outros sistemas parlamentares, um backbencher é um membro do parlamento (MP) ou um legislador que não ocupa nenhum cargo governamental e não é um porta-voz da Oposição, sendo simplesmente um membro da "base".
O termo data de 1855. O termo deriva do fato de que eles se sentam fisicamente atrás da bancada da Câmara dos Comuns do Reino Unido.